# Bernardino de Siena
San Bernardino de Siena (8 de septiembre de 1380-20 de mayo de 1444) fue un predicador italiano, misionero franciscano y santo católico.

## Biografía

### Juventud
Bernardino Albizzeschi nació en 1380 como hijo de la familia noble de Albizeschi en Massa Marittima (Toscana). Su padre fue el bailío o gobernador de esta ciudad sienesa. Cuando cumplió 3 años de edad, murió su madre y tres años después, su padre, y creció desde entonces en la casa de una tía. Después de su educación básica, trabajó unos años cuidando a los enfermos en un hospital. En Siena estudió después Derecho civil y canónico. Durante este tiempo, con la aparición de la peste hacía 1400, trabajó en el hospital de Santa María della Scala, y animó a otros hombres a hacer lo mismo. Según algunas biografías, enfermó de esta epidemia, pero sobrevivió. Otras fuentes lo que destacan es que no enfermase pese al tiempo pasado cuidando a los apestados.

### Comienzos en la orden franciscana
En 1402 o 1404 entró en la Orden Franciscana de la observancia. Donó todos sus bienes a los pobres. Alrededor del año 1406 San Vicente Ferrer, durante su sermón en Alessandria en el Piamonte, eligió a Bernardino para cumplir la evangelización de Italia, tarea que realizó en apenas doce años. Durante este tiempo Bernardino vivió probablemente retirado en un convento de la montaña de Capriola, cerca de Siena.
Se dice que "curó" a una prostituta sienesa "expulsando el demonio" de su cuerpo. Predicó en Milán en 1417 o 1418. Después difundió el Evangelio en las ciudades vecinas durante los siguientes cuatro años.

### Estaciones en su vida: predicador, vicario, diplomático

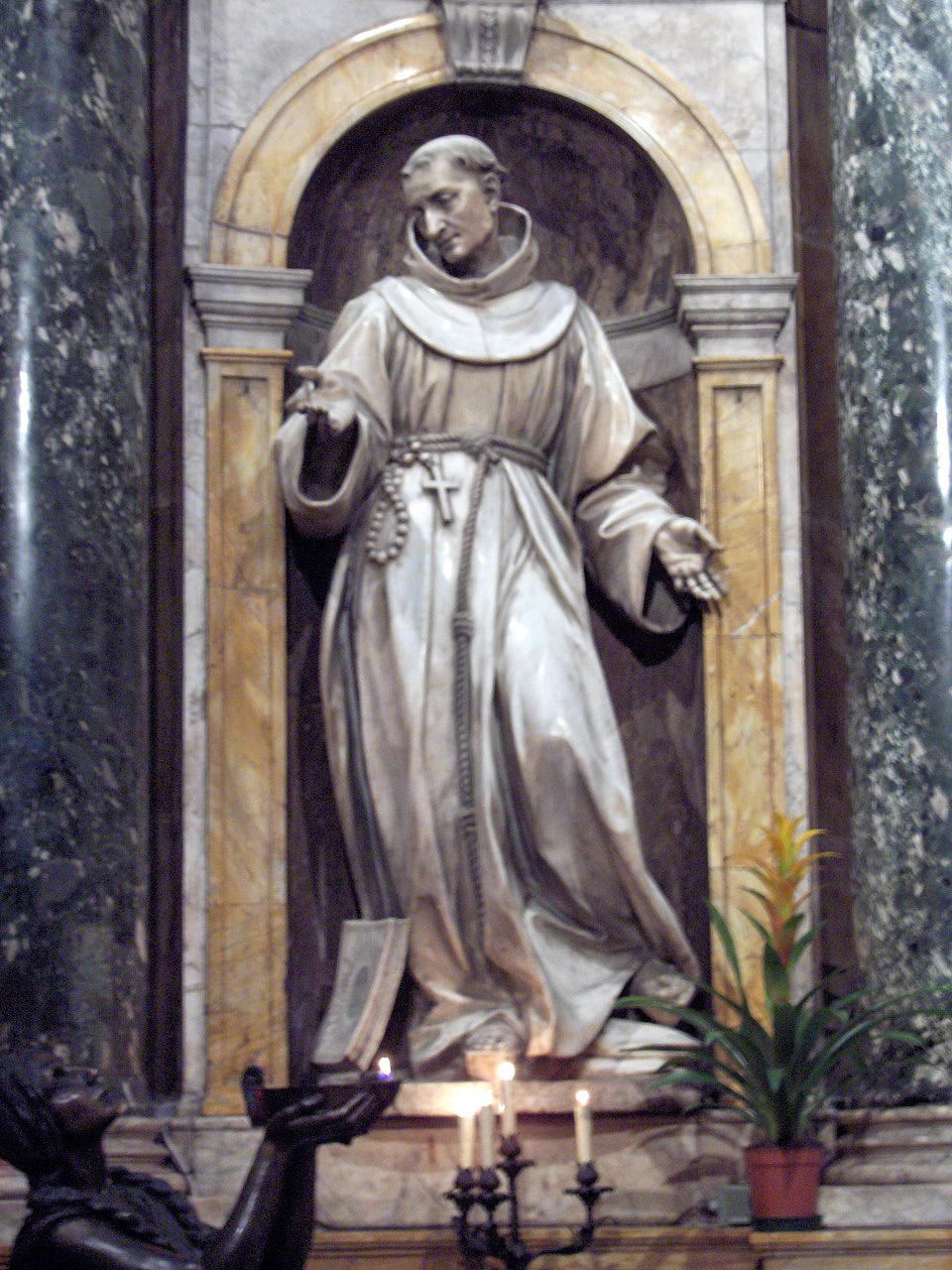
San Bernardino de Siena (Duomo di Siena)

Durante más de 30 años Bernardino predicó en Italia. Tuvo un papel importante en el renacimiento de la religiosidad al comienzo del siglo XV. Tenía mucho público durante sus sermones, provocando a menudo el furor y la exaltación de las masas; tras una de estas ceremonias celebrada en Roma en 1424 la ciudad entera presenció la quema en público de una mujer acusada de brujería, tal y como relató el humanista Infessura en su Diario. También reconcilió querellas y realizó milagros. En 1425 predicó todos los días durante siete semanas seguidas en Siena.
En el año 1427 fue llevado a juicio en Roma defendiéndose de la acusación de herejía; acudieron teólogos como por ejemplo Pablo de Venecia. Bernardino fue declarado inocente. El papa Martín V le invitó a Roma para predicar. En el mismo año le ofrecieron el puesto de obispo de Siena, pero lo rechazó para poder seguir con sus actividades monacales y la evangelización. En 1431 viajó por la Toscana, la Lombardía, Romaña y Ancona. Volvió a Siena para prevenir una guerra contra Florencia. Rechazó el puesto de obispo en Ferrara, y en 1435 el de Urbino.
Durante estos años mantuvo amistad con Juan Capistrano, y Jaime de la Marca fue discípulo suyo. Los papas Martín V y Eugenio IV le dieron su ayuda. El Emperador del Sacro Imperio Romano Germánico Segismundo buscó el consejo de Bernardino, quien le acompañó a su coronación a Roma en 1433.
Bernardino volvió a Capriola para elaborar una serie de sermones. En 1436 empezó de nuevo con su labor misionera, pero ya en 1437 tuvo que abandonarla porque fue elegido vicario general de los franciscanos observantes de Italia y poco después, en 1438, representó a toda la orden en Italia.
En 1442 Bernardino pidió al papa su dimisión como vicario general para poderse dedicar de nuevo a la predicación y reasumir sus trabajos de misionero. A pesar de la bula publicada por Eugenio IV en 1443, en la cual el papa encargó a Bernardino que apoyara la cruzada contra los turcos, no hay pruebas de su vida predicadora en esta época. En 1444, a pesar de su enfermedad, Bernardino viajó al Reino de Nápoles, cumpliendo con su deseo de haber predicado en todas las partes de Italia antes de morir.

### Muerte

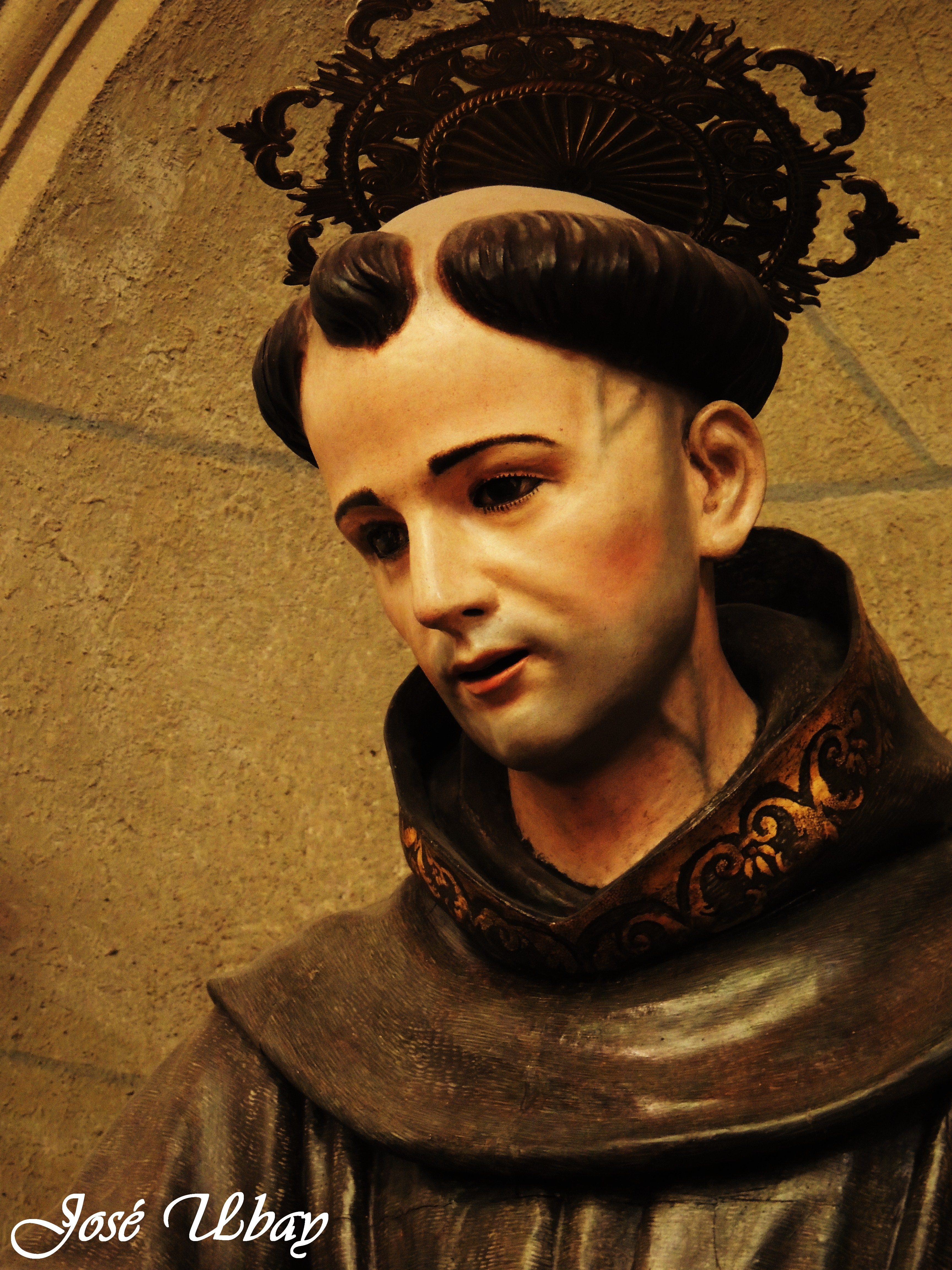
San Bernardino de Siena (detalle).Siglo XVIII. Anónimo. Escuela sevillana. Parroquia de san Francisco de Asís y Santuario Mariano de Nuestra Señora de la Soledad, Las Palmas de Gran Canaria.

Bernardino murió en el año 1444 en Aquila en Abruzzo. Según la tradición, su sepulcro "continuó sangrando" hasta que dos facciones de la ciudad fueron reconciliadas. Su cuerpo se ha mantenido incorrupto.

## Canonización y día festivo
Las narraciones de sus milagros se multiplicaron y así Bernardino fue canonizado ya en 1450 por el papa Nicolás V, solamente seis años tras su muerte. Su fiesta se celebra el 20 de mayo, en la fecha de su muerte de acuerdo al Santoral católico.

### Patrón
San Bernardino es el santo patrón de diferentes actividades, enfermedades y lugares. Se ocupa de la publicidad, de la comunicación, de la ludopatía y de problemas respiratorios. Protege las siguientes localidades:
en España: Dehesas de Guadix (Granada), Espera, Cádiz (España) Roturas de Cabañas (Cáceres), Poveda de la Obispalía (Cuenca) y Cuenca de Campos (Valladolid); Velada (Toledo);  La Hinojosa (Cuenca); Yebra (León);
en Estados Unidos: San Bernardino (California);
en Filipinas: Kay-Anlog;
en Guatemala: San Bernardino (Suchitepéquez); Patzún (Chimaltenango)
en Italia: Carpi (Módena) y San Bernardino Verbano (Verbano-Cusio-Ossola);
en México: Xochimilco (Ciudad de México), San Bernardino Teotitlán (Oaxaca), San Bernardino Chalchihuapan (Puebla), San Bernardino Tlaxcalancingo (Puebla), San Bernardino Contla (Tlaxcala) y Tixkokob (Yucatán), Zimapan en Teoloyucan; La Paz Gran Morelos Chihuahua.
en Paraguay: San Bernardino (Cordillera);
en Venezuela: San Bernardino (Distrito Capital).

## Objetivos en su vida

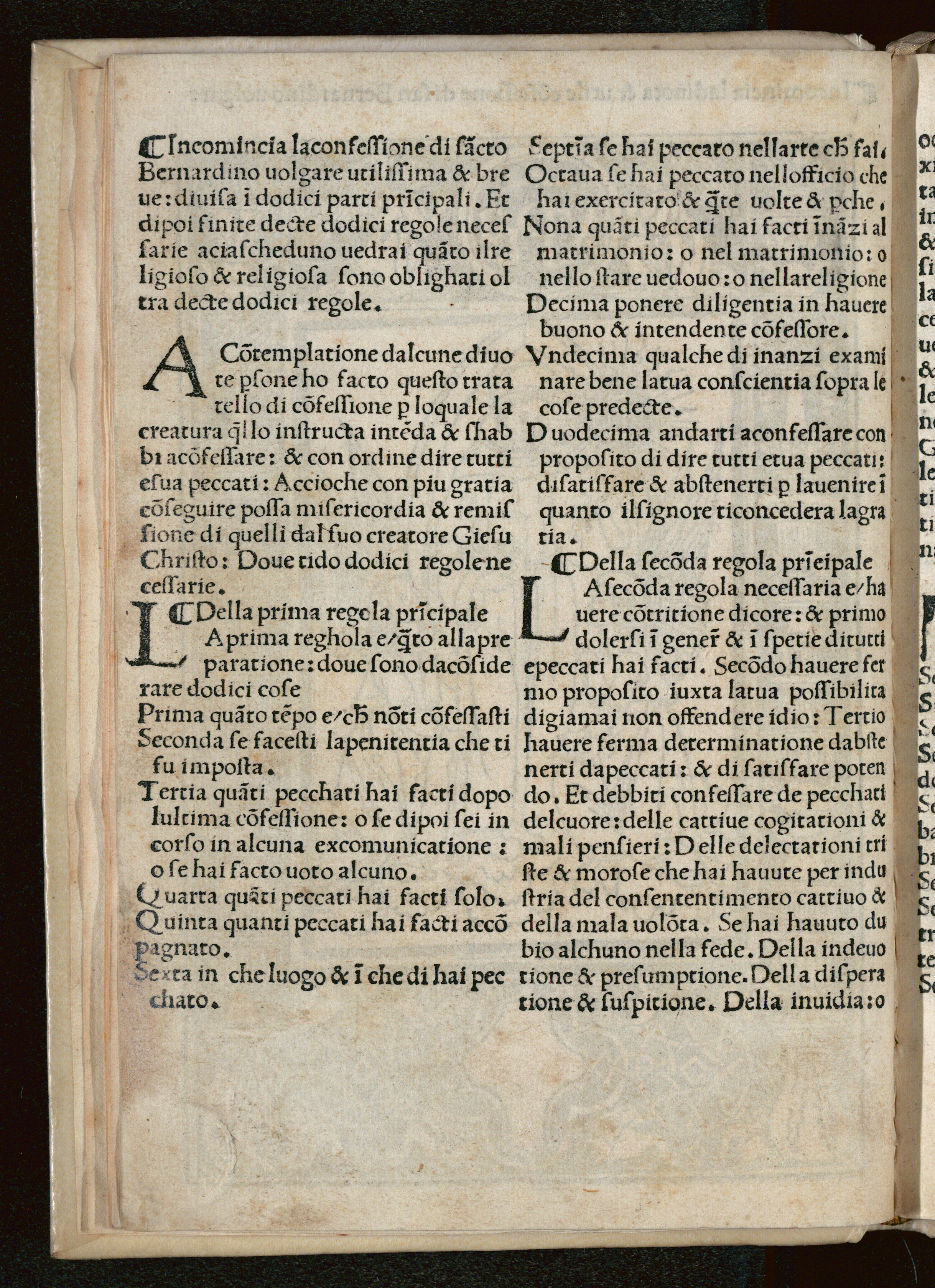
Della confessione regole 12., 1494

### Preocupación por la sociedad y economía de su tiempo
Bernardino en su tarea de predicador penitente denunciaba los diversos desórdenes económicos, morales y sociales de la Italia de su tiempo.
El florecimiento del comercio y de la industria, las crecientes ganancias, el desmedido amor al dinero y el entusiasmo por el lujo, propio de la época del Renacimiento, y generalmente del pueblo italiano contribuían de consuno a que los excesivos gastos, principalmente en lo que toca al vestido, convites, prostitutas, juego, muebles, bodas, joyas, maquillaje alcanzaran en muchas ciudades una peligrosa extensión.
Con las riquezas y el comercio, que favorecían el lujo, estaban en íntima relación la usura y el fraude. Bernardino flagela los diferentes géneros de fraudes, y las excesivas ganancias de que se hacían culpables los mercaderes.

### Predicación contra la sodomía
En sus sermones, Bernardino predicó contra las costumbres sodomíticas de los italianos. En uno de ellos, se refiere a la reputación de los italianos en otros países:

O Italia, provincia del altra del che del più del contaminata del SE del ne del quanto '! ¡Virginia ' un tedeschi, vanto e ' danno del bello del che de la oda de e un ' Taliani! De Dicono del che mondo del al del generazione del è no, che Italiani del sodomitti del maggiori del sieno del che.
O, Italia, ¡cuánto más que cualquier otra provincia te contaminaste! ¡Vaya a los alemanes, y oiga qué cosas encantadoras dicen sobre los italianos! Dicen que no hay gente en este mundo que son mayores sodomitas que los italianos."

En esta época, estas prácticas habían sido consideradas como «desgracias divinas», igual que la peste; algunos clérigos esperaban que las catástrofes se pudieran evitar restringiendo prácticas inmorales.

### Expansión de la orden franciscana observante
Desde el principio de su vida religiosa, Bernardino trabajó vigorosamente para propagar la rama de los frailes menores observadores en la orden franciscana, pero, contrariamente a lo que se indica a veces, él no fue su fundador. Sin embargo, Bernardino fue un personaje importante para esta rama de la orden, su ayuda principal y propagador infatigable. Da clara idea de ello que, si la cantidad de frailes cuando entró Bernardino en la orden ascendía apenas a 130, a su fallecimiento había subido a 4000.
Además, Bernardino mismo ha fundado, o reformado, por lo menos trescientos conventos o monasterios. Bernardino envió también a misioneros al oriente. Además, gracias a sus esfuerzos muchos embajadores de las naciones cismáticas asistieron al Concilio de Basilea.

## Iconografía

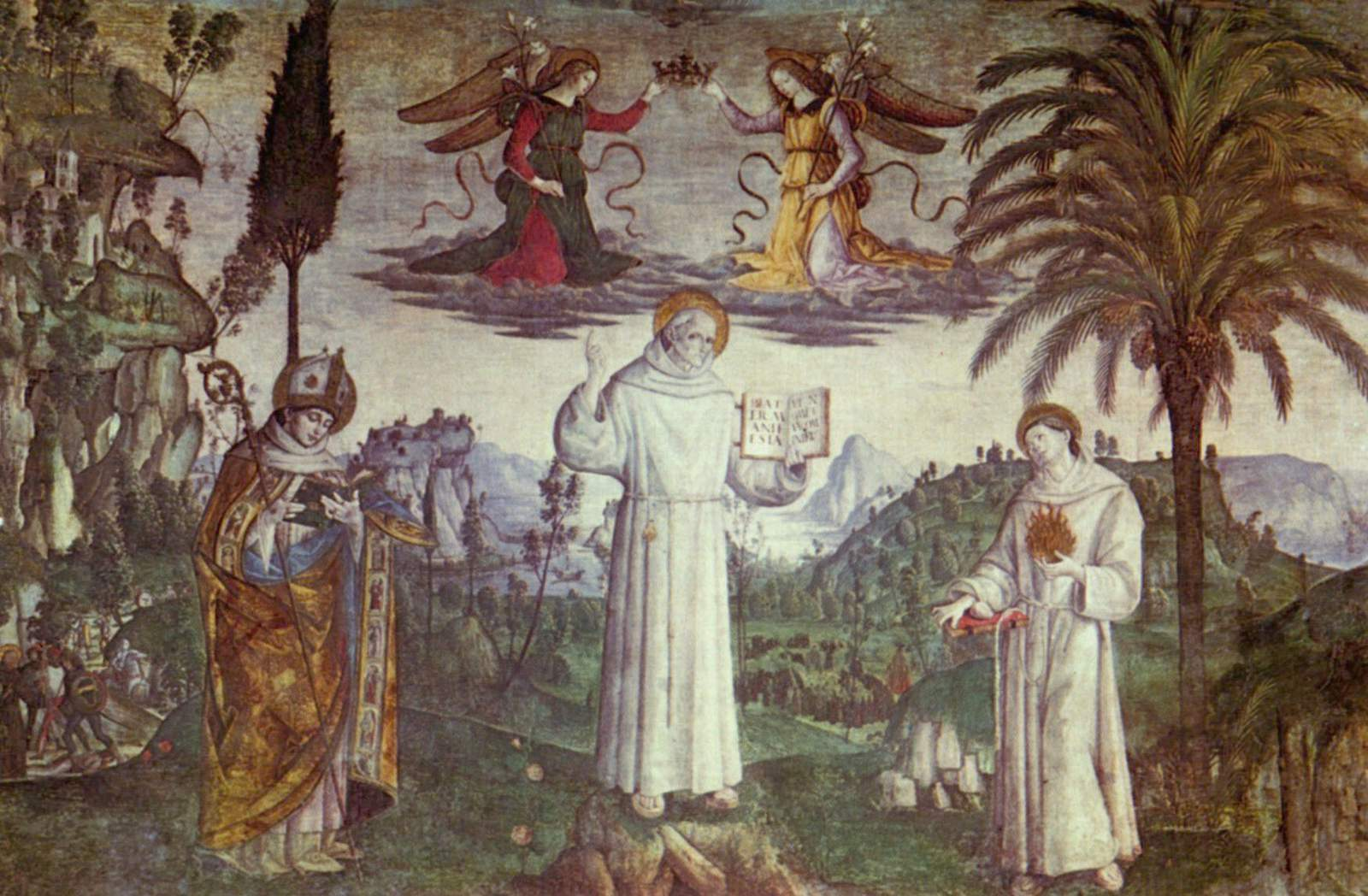
La gloria de San Bernardino de Siena, pintado por Pinturicchio (Santa María en Aracoeli, Roma).

Sancti Bernardini Senensis Opera omnia, 1745

Después de su muerte, los franciscanos difundieron imágenes de Bernardino. En las pinturas fue representado en general con tres mitras delante de sus pies, lo que simboliza el rechazo de los tres puestos de obispo que le ofrecieron. En su mano suele llevar el Crismón IHS, del cual salen rayos o lo cual está incorporado en un sol; así se muestra su dedicación al «nombre santo de Jesús»).
En Siena, tras la muerte de Bernadino, se elaboró un retrato a base de su rostro finado en L'Aquila con la cabeza calva y la cara extenuada, que parece tener una buena semejanza fisonómica. Este retrato fue probablemente la fuente de muchas pinturas posteriores del santo.
Las representaciones más famosas y apreciadas son posiblemente los frescos que describen el ciclo de su vida. Fueron pintados hacia el final del siglo XV por Pinturicchio en la capilla de Bufalini de Santa María en Aracoeli, en Roma.